# Rafael Barajas Durán
Rafael Barajas Durán, más conocido como El Fisgón (Ciudad de México, 1956), es un caricaturista, pintor, escritor, activista político de izquierda e ilustrador de libros para niños.

## Biografía
Rafael Barajas estudió arquitectura en la Universidad Nacional Autónoma de México (UNAM), pero ya los 20 años, descubrió que su verdadera vocación era la de ser monero —término informal con que en México la gente se refiere a los caricaturistas—, por lo que, aunque se tituló, nunca ejerció. Como explicaba en una entrevista en 2010, «estudié arquitectura pero jamás pude construir nada. Soy un fracaso como arquitecto. La única obra en la que me metí parecía más una película de El Gordo y el Flaco que una obra de arquitectura seria. ¡Es que era un lío! Dije: “Yo no sirvo para andarle dando órdenes a la gente”. Me retiré».

Yo quería hacer artes gráficas y otras cosas, pero eso no era una carrera respetable en los cánones de mi familia. Cuando estaba acabando la carrera me di cuenta de... ¿qué estoy haciendo aquí? ¡Estoy haciendo lo que no quiero hacer! ¡Yo en realidad quiero hacer monitos!
 Rafael Barajas El Fisgón.

Sus primeras caricaturas las hizo mucho antes: cuando tenía 17 años ya aparecían en una revista trotskista que se llamaba Bandera Socialista. Su primer seudónimo fue Cuentagotas, porque él mismo ha declarado que le costaba mucho dibujar una historieta completa, "le salían a cuentagotas"; El Fisgón lo tomó del personaje del mismo nombre que aparecía en su historieta del periódico Unomásuno. En este diario, donde dio vida al suplemento dominical El Másomenos, sus historietas aparecieron regularmente de 1981 a 1984, año en que se pasó a la La Jornada (hasta 2002), donde publicó Las aventuras del sargento Mike Goodness (1985-1987). Ha sido portadista de las revistas Nexos (1984-1986) y Motivos (1992-1993), y colaborador de decenas de otras, como Ancla, Vientos del Sur, Quecosaedro o La Garrapata (1988-1989).
Fue fundador, director y colaborador de las revistas de humor político El Chahuistle (1994-1997) y de su sucesora El Chamuco y los hijos del Averno (1997-2000; y nuevamente la codirige partir de 2007), donde ha publicado irregularmente Las aventuras del sargento Mike Goodness y el cabo Chocorrol, las Fábulas de Lafontaine de Sodas y de la Beba Toloache, bruja graduada en las Academias Patrulla, además de muchísimas historietas didácticas, ilustraciones, grabados y collages. Allí trabaja con la tropa de moneros Hernández, Patricio, Rius, Helguera y Rapé.
Además de haber recibido la Beca Guggenheim (2002-2003), se ha dedicado desde 1984 a la investigación de la libertad de expresión en la caricatura en México y específicamente la historia de la caricatura política del siglo XIX en su país. Dice que el único trabajo serio que ha tenido es el de humorista, y que no le gustan los políticos, pero que se la pasa dibujando políticos todo el día y se preocupa cuando los políticos que detesta dejan de hacer política. El Consejo Nacional para la Cultura y las Artes (Conaculta) publicó en 2000 su libro La historia de un país en caricatura.

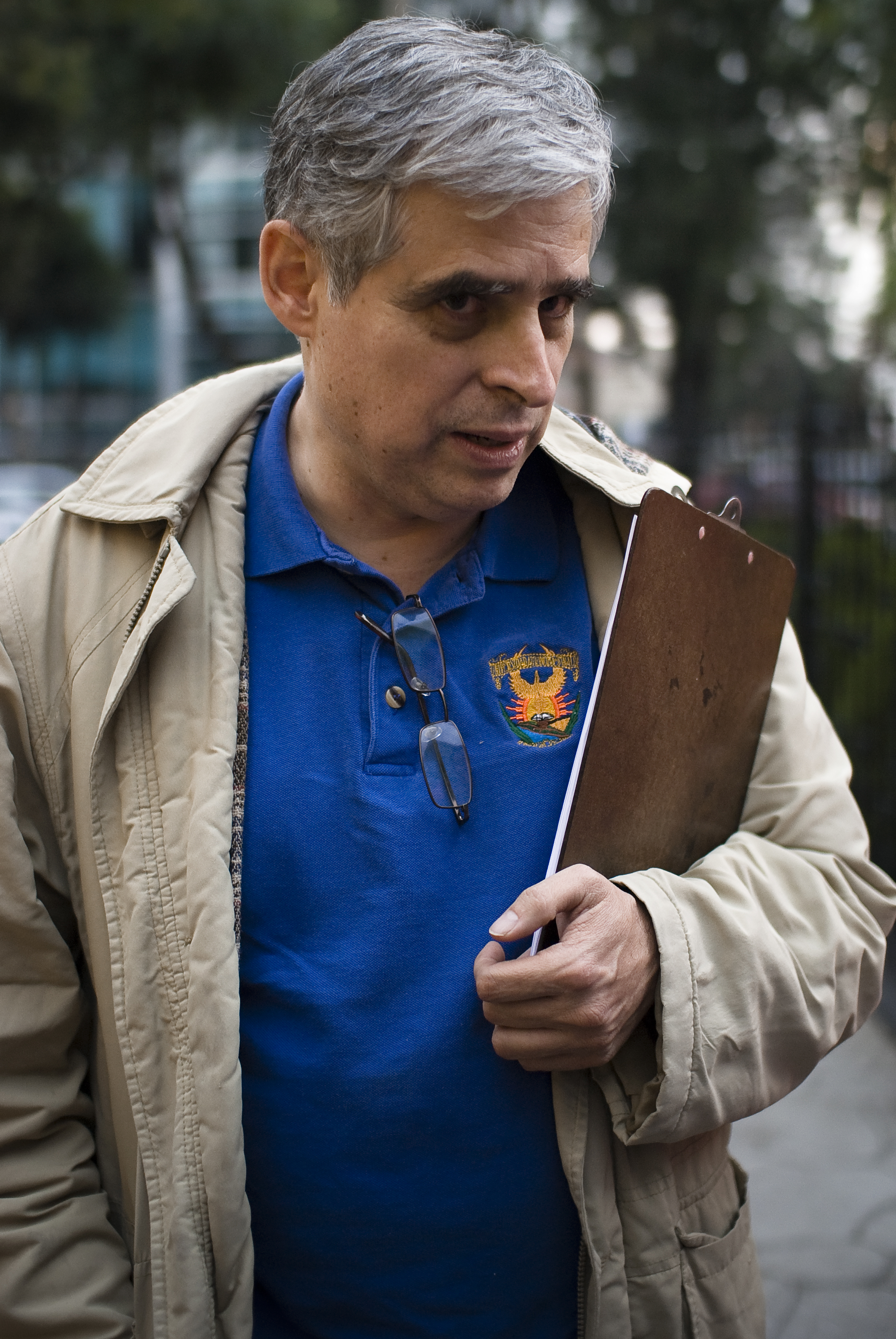
Rafael Barajas

Es autor de Sobras escogidas; Me lleva el TLC; Hacia un despiporre global de excelencia y calidad; y de la colección de Cuentos cruentos policíacos, entre otros libros. Ha escrito diversos ensayos sobre historia del arte y la caricatura para catálogos y libros colectivos (por ejemplo, Un país que no conoce su rostro está condenado a la caricatura, 1995) y colabora desde su fundación con la Agencia Nacional de Noticias, donde aparece su suplemento dominical con trabajos de cartonistas mexicanos. 
A partir del 2006, crea, por iniciativa de un grupo de estudiantes de Redes Universitarias y propia, el Círculo de Estudios con el objetivo principal de generar un espacio de reflexión y preparación política para los ciudadanos y los jóvenes. Hoy funcionan Círculos de Estudio tanto en la Ciudad de México, como en todo el país.
Su libro-historieta Narcotráfico para inocentes. El narco en México y quien lo USA, publicado por Editorial El Chamuco en 2011, donde se refiere a la actuación de las administraciones panistas ante la violencia, el tráfico de armas, la corrupción en el gobierno mexicano. En él abordada también la intrincada relación con Estados Unidos en lo tocante a la supuesta guerra contra la delincuencia organizada en el tráfico de estupefacientes.
Ha impartido clases de Dibujo de Imitación en la Escuela Nacional Preparatoria e ilustrado numerosos libros infantiles de autores como el mexicano Francisco Hinojosa, la brasileña Ana Maria Machado, Elena Poniatowska, entre otros.
Ateo y de izquierda, Barajas explica su inclinación política formada en sus años de estudiante así: "Vengo de una generación que vio de cerca el movimiento del 68. Yo tenía doce años y en mi casa se hablaba del tema y todos estábamos preocupados. Vengo también de una familia un poco atípica porque mi madre fue refugiada española y llegó a México siendo una niña que huía de la victoria franquista. Mi padre era un niño que se formó en la lógica de la educación cardenista, un proceso educativo de los treinta en México que buscaba infundir el programa social de la revolución mexicana. Eso tuvo que ver mucho con mi formación política. Entrando a la UNAM entendí lo que era realmente México. Fue un baño de país".

## Postura política
Durante toda su carrera, Rafael Barajas ha sido afín a corrientes y movimientos de izquierda. En 2004 y 2005, con su trabajo de cartonista político editorial en La Jornada apoyó activamente las movilizaciones en contra del proceso de desafuero de Andrés Manuel López, y contribuyó también a la organización civil de diversos círculos de estudio, con lo que se buscaba politizar a los ciudadanos. En 2006, junto con otros cartonistas de La Jornada, participó directamente en las movilizaciones en contra del resultado de las elecciones presidenciales de ese año en México. Ese mismo año, él y José Hernández publicaron el libro La canallada del desafuero para principiantes, ⁣ con la editorial Grijalbo. 

### Director del INFP Morena
En 2018, fue nombrado director del Instituto Nacional de Formación Política de Morena.
"La razón de ser del INFP es muy clara. Son varias razones. La primera es que el movimiento obradorista es un movimiento de conciencia. A nivel nacional, uno de los temas recurrentes de los discursos de Andrés Manuel López Obrador es el de la revolución de las conciencias, entonces esto es obviamente la prolongación de aquel proyecto. Creo que es importante para elevar el nivel de formación política de mucha gente del país esto, que de suyo, es un proyecto que de suyo, lo justifica, es decir, sí necesitamos una población informada, enterada y que pueda manejar categorías de análisis.
Es muy importante que en cualquier parte de la República te puedas encontrar gente capaz de hacer análisis de coyuntura; de entender cómo está funcionando el país, que sepa por qué se toman ciertas medidas y que sepa qué está ocurriendo. Cuando digo que se toman ciertas medidas no sólo me refiero a las del gobierno. Que sepa por qué tal grupo reacciona así, por qué pueden existir presiones de tales y tales grupos. Creo que eso es más que suficiente."

### Premios y reconocimientos
- Premio Manuel Buendía de Periodismo Joven 1987.
- Premio Constantino Escalante 1996 (Club de Periodistas).
- Premio Nacional de Periodismo de México 1999.[8]
- Beca Guggenheim (2002-2003).
- La Catrina, Feria Internacional del Libro 2010.
- Certamen Nacional de Periodismo 2021, categoría "Programa informativo y de humor político".[9]

## Obras

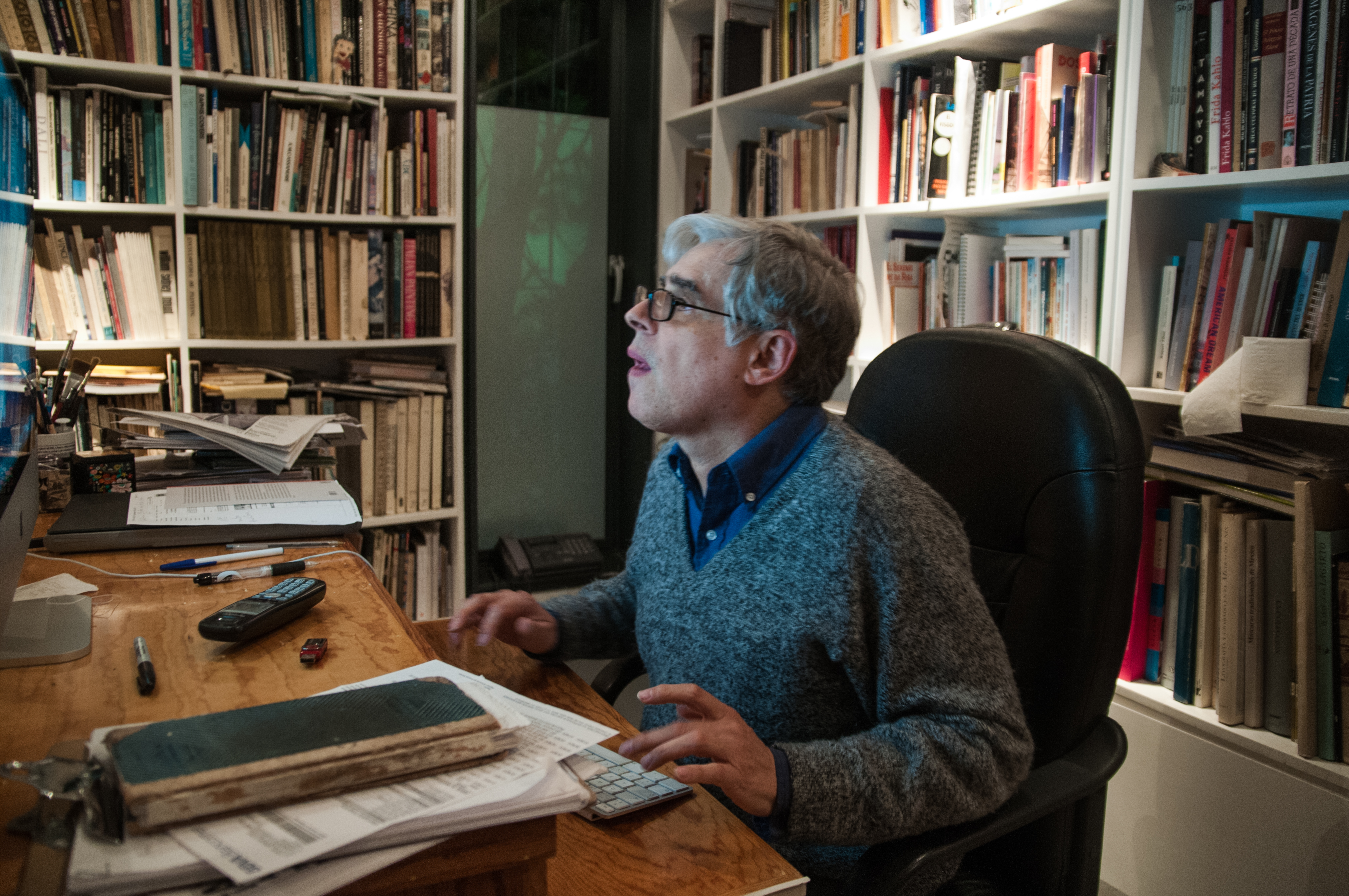
El Fisgón en su estudio (2013).

- Sobras escogidas, UVyD Comisión Cultural, Claves latinoamericanas, México, 1986
- ¡Me lleva el TLC! El Tratado retratado Grijalbo, México, 1993
- El sexenio me da risa: la historieta no oficial, con Antonio Helguera; Grijalbo, México, 1994
- El sexenio ya no me da risa: La tragicomedia del salinato, con Antonio Helguera; Grijalbo, México, 1995
- Cómo sobrevivir al neoliberalismo sin dejar de ser mexicano, Grijalbo, México, 1996
- El sexenio me da pena, con Antonio Helguera y José Hernández; Grijalbo, México, 2000
- La historia de un país en caricatura. Caricatura mexicana de combate 1829-1872, Consejo Nacional para la Cultura y las Artes, Arte e Imagen, México, 2000, ISBN 970-18-4002-X
- Hacia un despiporre global de excelencia y calidad, Grijalbo, México, 2002
- El sexenio se me hace chiquito, con Antonio Helguera y José Hernández; Grijalbo, México, 2003
- La canallada del desafuero para principiantes, con José Hernández; Grijalbo, México, 2005
- El país de 'El Ahuizote', caricatura mexicana del período 1872-1876; Fondo de Cultura Económica, México, 2005, ISBN 968-16-7732-3
- La bola de la Independencia, Planeta, México, 2007
- Cómo triunfar en la globalización: Manual para vendedores callejeros, Editorial Debate, México, 2004, ISBN 978-84-8306-623-2 (en inglés: How to succeed at globalization; ediciones en España, Indonesia, Japón, Corea del Sur y Estados Unidos)
- El país del Llorón de Icamole: Caricatura de combate y libertad de imprenta durante los gobiernos de Porfirio Díaz y Manuel González (1877-1884), Fondo de Cultura Económica, México, 2008
- Sólo me río cuando me duele: La cultura del humor en México, Planeta, México, 2008
- Dulce venganza: Cuentos policiacos para ver y leer, Planeta, México, 2009
- Cómo la hacen de Pemex, Planeta, México, 2010
- Posada. Mito y mitote: la caricatura política de José Guadalupe Posada y Manuel Alfonso Manilla, Fondo de Cultura Económica, México, 2010
- Felipe de Jesús el Pequeño, Planeta, México, 2010
- El Chamuco para inocentes, Editorial El Chamuco, México, 2011
- Narcotráfico para inocentes. El narco en México y quién lo USA, Editorial El Chamuco, México, 2011
- La democracia me da Peña, Editorial El Chamuco, México, 2012
- La raíz NAZI del PAN, Editorial El Chamuco, México, 2014
- Ciclos revolucionarios y Contrarrevolucionarios, Manual urgente para construir otro mundo. Editorial El Chamuco, México, 2017
- Cómo triunfar en la globalización, manual para el vendedor ambulante, Editorial El Chamuco, México, 2017